# Kinosternon baurii
Kinosternon baurii là một loài rùa trong họ Kinosternidae. Loài này được Garman mô tả khoa học đầu tiên năm 1891.

## Hình ảnh

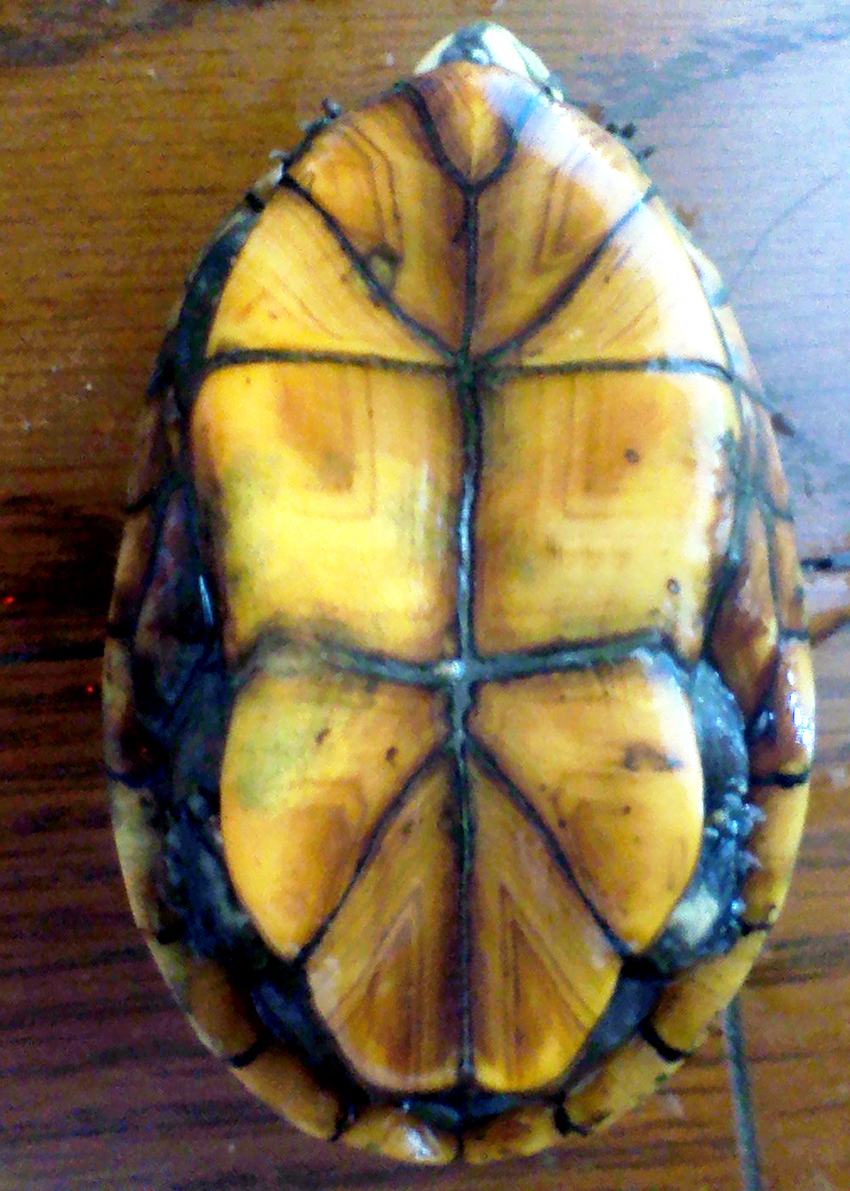
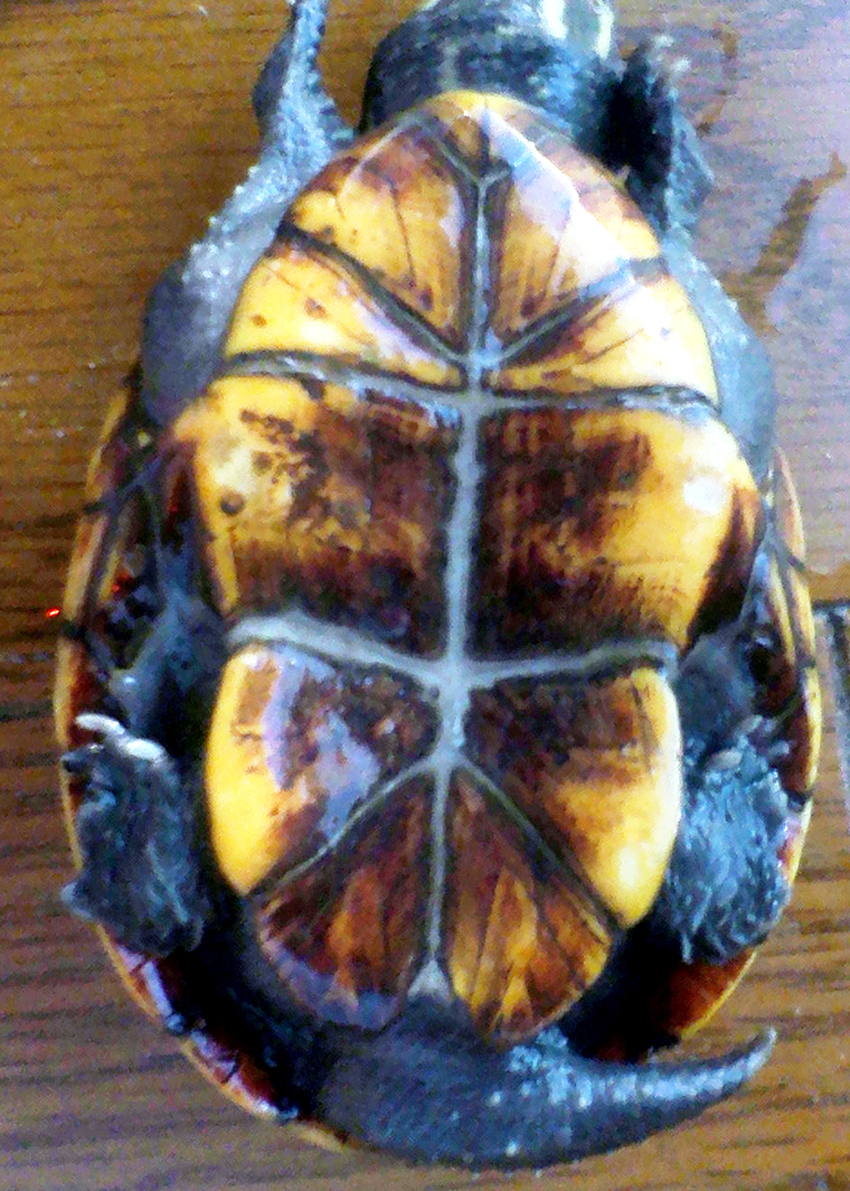
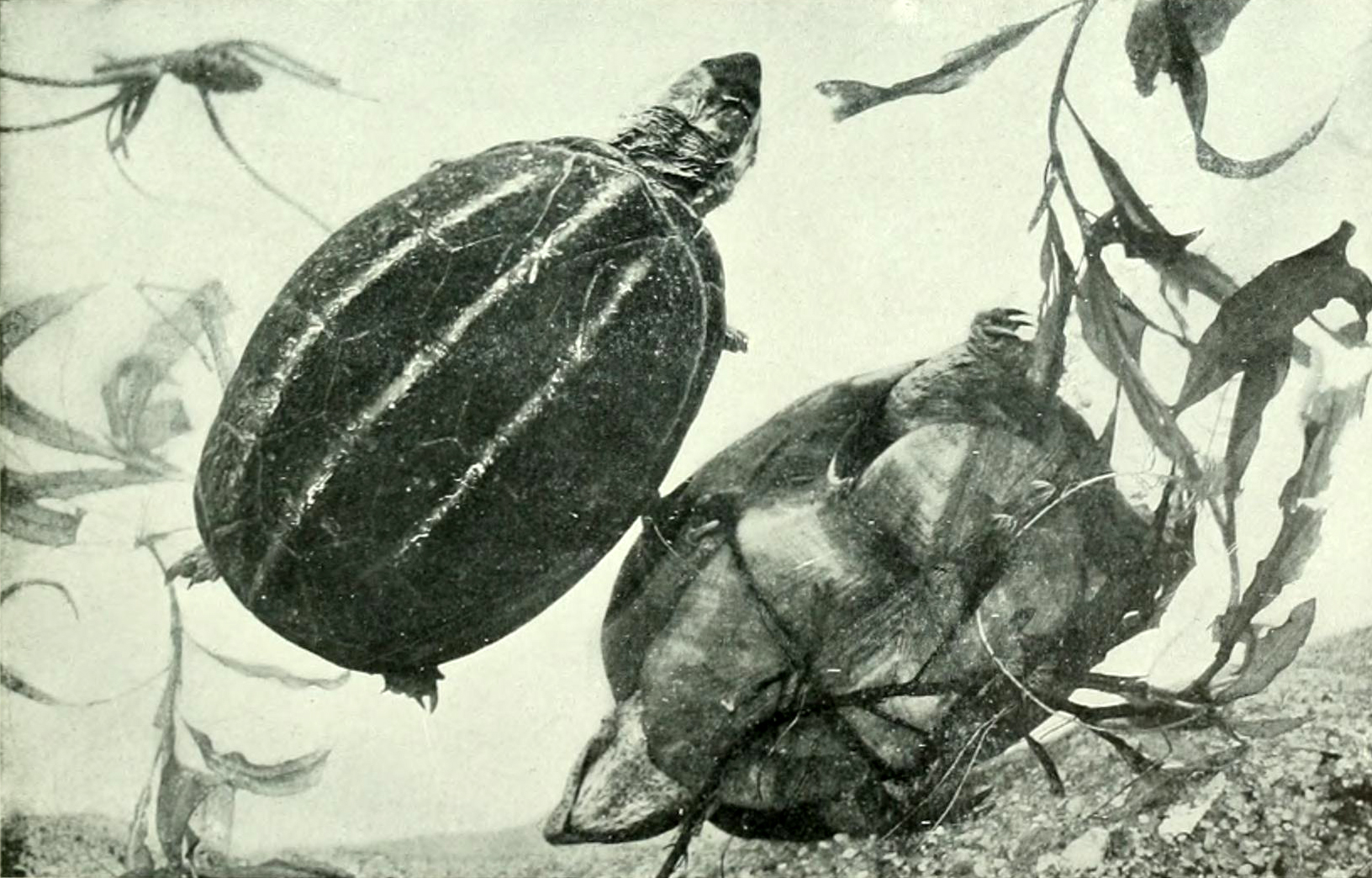